# J. Arthur Rank
Pour les articles homonymes, voir Rank.
Joseph Arthur Rank, né le 22 décembre 1888 à Kingston-upon-Hull et mort le 29 mars 1972  à Winchester dans le Hampshire, 1er baron Rank, est un producteur cinématographique britannique connu pour avoir fondé la Rank Organisation.

## Biographie
Fils d'un millionnaire ayant fait fortune avec la farine à pain, Joseph Arthur Rank découvre lorsqu'il était jeune que regarder un film était plus motivant pour ses camarades de l'église méthodiste qu'une lecture de la bible, il crée en 1933 une association de distribution de films religieux.
En 1934, il forme la British National Films Company avec Annie Henrietta Yule de Bricket Wood et le producteur John Corefield. Cette société de production et de distribution de films lance plusieurs productions utilisant d'abord les Studios d'Elstree puis elle achète des lieux de tournage les Pinewood Studios en 1935 et les Denham Film Studios en 1936.
En 1937, il achète la salle de spectacle Leicester Square Theatre qui devient la première salle de la chaîne Odeon Cinemas. La même année, J. Arthur Rank souhaite consolider tous ses intérêts dans l'industrie cinématographique et crée The Rank Organisation.
En 1944, Rank contacte en tant que producteur du studio Two Cities Films, le compositeur Toots Camarata et lui demande d'écrire la bande originale de London Town mais aussi de l'aider à fonder le label London Records.
En 1962, J. Arthur Rank prend sa retraite et laisse la place à John Davis, directeur opérationnel de la société depuis 1948.
Durant la production du film La Gnome-mobile (1967), Walt Disney raconte une anecdote sur J. Arthur Rank,  qui avait organisé une soirée pour sa nomination chez Universal, il avait cuit son pain lui-même étant à l'origine un boulanger.